# Vuja
Vija (rus. Выя) je rijeka u Pinežskom i Verhnetojemskom rajonu Arhangelske oblasti u Rusiji. To je lijevi pritok Pinege. Duga je 181 km, s površinom porječja od 2710 km2. Njeni glavni pritoci su Čurova (desni), Pišega (lijevi) i Tineva (lijevi).
Vuja teče preko brdovitog krajolika ravnice između dolina Sjeverne Dvine i Pinege, u crnogoričnim šumama.

## Tok rijeke
Izvor Vuje nalazi se u južnom dijelu Pinežskog rajona. Vuja isprva teče prema jugu i ulazi u Verhnetojemski rajon. Gornja Vuja nije naseljena. Prvo selo na Vuji je Vasilevo. Nizvodno od Vasileva, Vuja prihvaća desni pritok Čurovu i skreće prema sjeveroistoku, a zatim prema istoku. U selu Tineva prihvaća rijeku Tinevu, glavnu lijevu pritoku. Nizvodno od Tineve, u dolini rijeke Vuye nalazi se niz sela. Ušće rijeke Vije nalazi se u selu Ust-Vujskaya u Verkhnetoyemskom okrugu, 546 km uzvodno od ušća Pinege.

## Vanjske poveznice
|  | Zajednički poslužitelj ima još gradiva o temi Vuja |